# Cerodontha subangulata
Cerodontha subangulata este o specie de muște din genul Cerodontha, familia Agromyzidae. A fost descrisă pentru prima dată de Malloch în anul 1916. Conform Catalogue of Life specia Cerodontha subangulata nu are subspecii cunoscute.